# کاسیمیر روترسکیولد
کاسیمیر روترسکیولد (انگلیسی: Casimir Reuterskiöld; ۱۴ سپتامبر ۱۸۸۳ – ۲۵ دسامبر ۱۹۵۳) ورزشکار ورزش تیراندازی اهل سوئد بود.
وی در مسابقات کشوری و بین‌المللی در مجموع برندهٔ ۱ مدال نقره، ۲ مدال برنز شده‌است.